# مریم مغرور
"مریم مغرور" (به انگلیسی: Proud Mary) آهنگی از گروه راک آمریکایی کریدنس کلیرواتر ریوایول است که توسط خواننده و نوازنده گیتار جان فوگرتی نوشته شده‌است. در ژانویه ۱۹۶۹ توسط فنتزی رکوردز و در دومین آلبوم استودیویی گروه، بایو کاتری به صورت تک آهنگ منتشرشد. این آهنگ به یک موفقیت بزرگ در ایالات متحده تبدیل شد و در مارس ۱۹۶۹ به رتبه ۲ در بیلبورد هات ۱۰۰ رسید، اولین آهنگ از پنج تک آهنگی که در رتبه دوم برای این گروه قرار گرفت.
بعداً در همان سال، سالومون برک خواننده آراَندبی نسخه ای را در بل رکوردز منتشر کرد که به رتبه ۱۵ جدول بیلبورد آراَندبی رسید.
نسخه دیگری از دو گروه آراَندبی آیک و تینا ترنر که در لیبرتی رکوردز در سال ۱۹۷۱ منتشر شد، تقریباً به خوبی نسخه اصلی در جدول‌ها عمل کرد و به رتبه ۴ در بیلبورد هات ۱۰۰ و شماره ۵ در جدول بیلبورد آراَندبی رسید. آنها برای اجرای خود در سال ۱۹۷۲ برنده جایزه گرمی شدند.

## استقبال انتقادی
بیلبورد «مریم مغرور» را به عنوان «آیتم بلوز دیوانه‌کننده با ضرب آهنگ قوی» توصیف کرد. کش‌باکس آن را به‌عنوان «قطعه‌ای بزرگ با سرعت-متوسط متأثر از فانک و ریتمی که خود را در هر دو بخش پاپ و غیرسنتی احساس می‌کند» توصیف کرد. [ صندوق نقد آن را به عنوان شماره ۵۵ تک آهنگ سال ۱۹۶۹ رتبه‌بندی کرد.